# Antonio Gorostegui Ceballos
Antonio Gorostegui Ceballos   (Santander, 1 d'abril de 1954) és un regatista espanyol, ja retirat, que aconseguí guanyar una medalla de plata en els Jocs Olímpics d'Estiu de 1976.

## Carrera esportiva
Va participar, als 22 anys, en els Jocs Olímpics d'Estiu de 1976 realitzats a Mont-real (Canadà), on aconseguí guanyar la medalla de plata en la prova masculina de la classe 470 al costat de Pere Millet. Participà en els Jocs Olímpics d'Estiu de 1980 realitzats a Moscou (Unió Soviètica), on participà en la classe Star al costat de José María Benavides i on finalitzà setè, aconseguint així un diploma olímpic. En els Jocs Olímpics d'Estiu de 1984 realitzats a Los Angeles (Estats Units) participà novament en la classe Star, en aquesta ocasió al costat de José Luis Doreste, finalitzant altre cop setè. Finalment en els Jocs Olímpics d'Estiu de 1988 celebrats a Seül (Corea del Sud) participà en la classe Soling al costat de Domingo Manrique, Jaime Monjo i José Manuel Valades, finalitzant en disetana posició.
Al llarg de la seva carrera ha aconseguit tres medalles en el Campionat del Món de vela, una d'or l'any 1974 en la classe 470 i dues d'aquest metall en classe Star els anys 1982 i 1983.
El 1994 fou condecorat amb la Medalla de Plata de la Real Orden del Mérito Deportivo.